# ويليام أرسكين جونستون
ويليام أرسكين جونستون هو سياسي كندي، ولد في 5 مايو 1905 في كندا، وتوفي في 24 نوفمبر 1993 في أوتاوا في كندا. حزبياً، نشط في حزب أونتاريو المحافظ التقدمي. وقد انتخب عضو برلمان مقاطعة أونتاريو.